# Цейлонская жаба
Цейло́нская жа́ба (Adenomus kelaartii) — земноводное из рода Adenomus семейства жаб. Видовое латинское название дано в честь Эдварда Фредерика Келаарта (1819—1860), британского врача и зоолога.
Этот вид является эндемиком острова Шри-Ланка. Его природными местами обитания является юго-запад острова на высоте от 30 до 1230 м над уровнем моря.

## Внешний вид
Цейлонская жаба представляет собой довольно мелкое земноводное. Длина тела самки от 36 до 50 мм, самца от 25 до 33 мм. Кожа у некоторых особей гладкая, у других покрыта колючими «бородавками». Верхняя сторона тела коричневого цвета, она может быть покрыта более тёмными пятнами, а нижняя сторона кремовая, белая или коричневая, иногда с красными пятнами. У некоторых особей на брюхе есть красные и синие пятна.

## Распространение и места обитания
Цейлонская жаба является эндемиком юго-западной Шри-Ланки, где она находится на высоте до 1230 м над уровнем моря. Её ареал не сплошной, а разделён на несколько фрагментов. Её типичная среда обитания — тропические влажные леса, где она встречается в листовом подстилке на земле вблизи горных ручьев. Она иногда поднимается на нижние части деревьев и также встречается на песчаных отмелях у рек, в скальных трещинах, в гниющих бревнах и в дуплах деревьев. Самки могут подниматься на деревья на высоту до 15 м.

## Образ жизни и размножение
Цейлонская жаба активна как днём, так и ночью. Во время сезона размножения самцы кричат рядом с водоёмами, в том числе сидя на больших камнях. Самки откладывают до тысячи бесцветных яиц в одном шнуре, обычно в постоянном водоёме. Только что вылупившиеся из икринок головастики бесцветны, но по мере развития становятся сначала серыми, а потом тёмно-коричневыми. Метаморфоз происходит примерно через семь недель, а юные жабы, выходящие из воды, имеют длину тела от 8 до 9 миллиметров.

## Охранный статус вида
Цейлонская жаба довольно распространена в подходящей среде обитания в пределах своего ареала, но она занимает общую площадь менее 500 квадратных километров, а в Красной книге МСОП она обозначена как вымирающий вид. Главными угрозами, с которыми она сталкивается, является уничтожение лесов, поскольку деревья вырубаются, а земля превращается в сельскохозяйственные угодья. Но данный вид встречается в нескольких охраняемых районах, и Международный союз охраны природы выступает за лучшее управление этими резерватами.